# Doi bărbați pentru o moarte
Doi bărbați pentru o moarte este un film românesc din 1970 regizat de Gheorghe Naghi după un scenariu inspirat din nuvela „Demeter Stegaru” (Zászlós Demeter, 1959) a lui András Sütő. Rolurile principale au fost interpretate de actorii Matei Alexandru, Monica Ghiuță și Ilarion Ciobanu.

## Distribuție
Distribuția filmului este alcătuită din:
- Matei Alexandru — Demeter Demeter, țăran maghiar, clopotarul satului care arborează drapelul românesc în turla bisericii
- Monica Ghiuță — Marișca, fosta iubită a lui Costan, soția lui Demeter
- Ilarion Ciobanu — Pavel Costan, vecinul român al lui Demeter
- Ferencz Bencze — sergentul maghiar János („Brunetul”)
- Elöd Kiss — plutonierul german („Blondul”) (menționat Eliodor Kiss)
- Erzsébet Ádám — Ana, sora lui Pavel Costan, fosta iubită a lui János (menționată Erzsebét Adám)
- Ștefan Mihăilescu-Brăila — plutonierul român Cornea, șeful postului de jandarmi al comunei (menționat Ștefan Mihăilescu Brăila)
- Chiril Economu — învățătorul satului
- Titus Lapteș — hangiul satului
- Hans Kraus
- Franz Keller — colonelul german, comandantul trupelor de ocupație ale satului (menționat Frantz Keller)
- George Aurelian — preotul satului
- Sándor Cseke⁠(hu)[traduceți] — țăran maghiar (menționat Alexandru Cseke)
- Ferenc Bedõ⁠(hu)[traduceți] — țăran maghiar (menționat Ferenc Bedö)
- János Márton⁠(hu)[traduceți]
- Annamária Biluska⁠(hu)[traduceți] (menționată Anamaria Biluska)
- Ion Rădulescu
- Petre Gheorghiu-Goe — țăran pălmuit de nemți (nemenționat)
- Mihai Mereuță — țăran de la han (nemenționat)
- Constantin Guriță — țăran de la han (nemenționat)
- Aristide Teică — dascălul bisericesc, țăran de la han (nemenționat)
- Corneliu Gârbea — țăran de la han (nemenționat)
- George Negoescu — colonelul german care-i sugerează plutonierului să împuște un țăran român (nemenționat)

## Producție

### Scenariu
Scenariul filmului este inspirat din nuvela „Demeter Stegaru” (Zászlós Demeter, 1959; redenumită apoi de autor „Zászlós Demeter ajándék élete”) a lui András Sütő și a fost scris de nuvelist, în colaborare cu regizorul Gheorghe Naghi. Nuvela a fost publicată pentru prima dată într-o versiune prosovietică în ziarul clujean Utunk (anul XIV, nr. 3–4, 11 iunie 1959) și apoi într-o versiune integrală în revista mureșeană Igaz Szó (anul VIII, nr. 5, mai 1960). Acțiunea nuvelei are loc, la fel ca în scrierile anterioare ale lui Sütő, într-un sat din Câmpia Transilvaniei (în maghiară Mezőség), dar nu în perioada colectivizării agriculturii, ci în perioada de sfârșit a celui de-al Doilea Război Mondial, mai precis în ziua de 6 septembrie 1944. Satul avea o compoziție multietnică, fiind populat atât de români, cât și de maghiari, ale căror etnii nu mai erau însă interschimbabile ca în celelalte ecranizări ale operei lui Sütő. Întâmplarea relatată de Sütő a fost una reală, potrivit lui Gheorghe Naghi.
Filmul pune accentul, la fel ca și nuvela, pe drama existențială a țăranului maghiar Demeter Demeter, care, la cererea administrației românești, arborează drapelul românesc în turla bisericii reformate. La scurt timp, intră în sat trupele germano-ungare, iar un soldat maghiar este împușcat în timp ce încerca să dea jos steagul tricolor românesc. Demeter este judecat și condamnat la moarte pentru arborarea drapelului, dar conducerea militară maghiară îi oferă șansa de a-și salva viața dacă va denunța un țăran român, care să fie executat în locul său. Țăranul maghiar se chinuie în sine o vreme, dar refuză să-l denunțe pe vecinul său român, Pavel Costan, care îi sedusese mai demult soția, Marișca, și-i făcuse chiar și un copil, neasumându-și rolul de stăpân al vieții și al morții. Cei doi scenariști au extins intriga filmului cu mici momente care au îmbogățit acțiunea și au introdus, de asemenea, numeroase flashbackuri, care explică povestea triunghiului amoros prin imagini onirice.

### Filmări
András Sütő a dorit, potrivit unui interviu din acea vreme, să conlucreze la acest film tot cu regizorul Gheorghe Turcu, care realizase anterior două ecranizări ale scrierilor sale: O mică întîmplare! (1957) și Castelanii (1967). Nu se știe cum a ajuns să fie numit ca regizor Gheorghe Naghi, care, în ciuda numelui său, susținea că este „român get-beget” din Adjud și că autoritățile austro-ungare locale ar fi maghiarizat numele bunicului său (originar din comuna Ojdula, comitatul Trei Scaune) din Mare în Nagy. În acea vreme, Naghi devenise deja un regizor consacrat la Studioul Cinematografic București prin ecranizările unor opere literare ale lui Caragiale: Două lozuri (1957), D-ale carnavalului (1959) și Telegrame (1960).
În timpul prospecțiilor pentru filmare, mașina cu care călătoreau Naghi și Sütő a fost lovită în cursul unei nopți de un camion condus de un șofer băut, iar șoferul mașinii și directorul de producție al filmului (care-și schimbase recent locul cu regizorul) au murit. Regizorul a mărturisit ulterior că acest eveniment tragic i-a sugerat titlul filmului Doi bărbați pentru o moarte. Filmările au avut loc în anul 1969 și s-au desfășurat în principal în județul Mureș, unde membrii echipei de filmare au fost bine primiți de localnici. Directorul de imagine al filmului a fost Nicu Stan. Potrivit regizorului maghiaro-român Nándor Jakab-Benke, realizatorii filmului s-au inspirat într-o măsură consistentă din filmul unguresc Călușeii (1956) al lui Zoltán Fábri și au folosit jocurile de umbre în unele secvențe.
Rolurile principale au fost distribuite actorilor români (Matei Alexandru, Monica Ghiuță și Ilarion Ciobanu), în timp ce unele roluri secundare au fost interpretate de câțiva actori maghiari precum Ferenc Bencze (interpretul unui militar maghiar). Gheorghe Naghi a hotărât ca personajele maghiare să vorbească românește între ele nu pare a fi ieșită din comun datorită faptului că majoritatea rolurilor erau interpretate de actori români și că, așa cum se obinuiește în filme americane, actorii vorbesc în general în limba publicului țintă, doar că, spre deosebire de ele, nemții din film comunică permanent în limba germană. Decizia regizorului creează confuzie din moment ce unii actori maghiari precum Ferenc Bencze folosesc totuși câteva cuvinte maghiare în unele scene emoționale.

## Lansare
Doi bărbați pentru o moarte a fost lansat la 9 martie 1970 în cinematografele din România, fiind bine primit de public și vizionat de 868.455 de spectatori, după cum atestă o situație a numărului de spectatori înregistrat de filmele românești de la data premierei și până la data de 31 decembrie 2014 alcătuită de Centrul Național al Cinematografiei.
Regizorul Gheorghe Naghi a susținut în cursul unui interviu din 2016 că, după ce a rulat câteva zile la cinematograful Scala din București, filmul a fost vizionat de soții Ceaușescu la o vilă de protocol din județul Argeș. În urma acestei vizionări, Doi bărbați pentru o moarte a fost scos din cinematografe și interzis din decizia Elenei Ceaușescu, care a fost nemulțumită de prezentarea în film a solidarității interetnice româno-maghiare. Regizorul maghiaro-român Nándor Jakab-Benke a contestat zvonul că filmul ar fi fost interzis, susținând că, în ciuda faptului că a avut o audiență mai mică decât a unor filme contemporane precum Dacii, Ultimul cartuș și chiar Castelanii, a fost vizionat totuși de peste 850.000 de persoane. „Interdicția” pe care o invocă Naghi nu a fost una politică (cum este cazul filmului cehoslovac Skřivánci na niti al lui Jiří Menzel sau al filmului românesc Reconstituirea al lui Lucian Pintilie), ci, potrivit lui Jakab-Benke, mai degrabă una economică, determinată de numărul mai mic de copii realizate și de un interes mai scăzut al spectatorilor. În lumina acestui fapt, Jakab-Benke a catalogat comentariile regizorului din 2015 ca dezgustătoare: „Filmul «Doi bărbați pentru o moarte» este de o actualitate care mă sperie și pe mine. [...] Și nu înțeleg de ce, cu foarte rare excepții, televiziunile evită difuzarea acestui film care a rulat aproape în toată lumea, cu excepția României [...]. Ce folos însă, dacă filmul rămâne, în fapt, interzis în România?”.
Filmul a fost distribuit apoi în mai multe țări, fiind proiectat inclusiv la închisoarea Guantánamo. Prima țară din străinătate care a achiziționat filmul a fost Ungaria, unde a fost difuzat începând din vara anului 1971 sub titlul Két élet egy halálért („Două vieți pentru o moarte”).

## Receptare critică
Doi bărbați pentru o moarte a avut parte de recenzii critice parțial nefavorabile, care au scos în evidență mai mult lipsurile sale decât mesajul de solidaritate interetnică pe care îl promovează. Astfel, istoricul de film Călin Căliman a scris într-o cronică publicată în ziarul Contemporanul că „Doi bărbați pentru o moarte are o acțiune fără suspens-uri (sau cu suspens-uri colaterale) previzibilă și lineară, [...] stilul filmului rămîne incert. Regizorul nu poate evita artificialul nici în derularea tramei, nici în comportamentul personajelor.”. Criticul de film al revistei Flacăra, Magda Mihăilescu, a formulat, de asemenea, o opinie aspră: „Filmul înoată într-o nebuloasă de flashback-uri – se pare că ele au devenit semnul modernității pentru unii dintre cineaștii noștri – îngrijite ca exerciții de compoziție, dar neverosimile și derutante.”.
Un comentariu mustrător a venit inclusiv din partea jurnalistului cultural maghiar Victor Győző Hajdu, soțul uneia dintre actrițele filmului, Erzsébet Ádám, care conține următoarele reproșuri: „Nici Sütő András, autorul nuvelei, nu merită laude pentru o versiune cinematografică diluată. E adevărat că soarta filmului zace în mînile regizorului, dar e clar și faptul că munca autorului scenariului decide încă dinainte multe lucruri.”. Valerian Sava, criticul revistei Cinema, a lăudat materialul literar de inspirație, dar a criticat interpretarea și, în special, regia: „actorii perorează de multe ori fără nici o adresă în cadru, regizorul are un simț prea vag al timpului cinematografic pentru ca să poată valora o situație dramatică și să ne convingă că personajele sale vorbind mai și comunică între ele în această compoziție eterogenă pe care sîntem nevoiți să o înregistrăm ca atare”.
Recenziile nefavorabile ale criticilor de film contemporani ar putea fi explicate, potrivit unei abordări, prin schimbarea politicii cu privire la minorități a noii conduceri a României, instalate în cea de-a doua parte a anilor 1960 după alegerea lui Nicolae Ceaușescu în funcția de secretar general al Partidului Comunist Român. Astfel, la sfârșitul anilor 1960, politica internaționalistă, care era mai favorabilă minorităților, a fost început să fie înlocuită treptat cu o politică naționalistă, mult mai xenofobă. Adaptarea cinematografică a nuvelei lui Sütő (care punea accent pe încurajarea unei conviețuiri pașnice româno-maghiare) a trebuit să se supună prin urmare îndrumărilor politice ale noilor vremuri.
Cincizeci de ani mai târziu, regizorul maghiaro-român Nándor Jakab-Benke evidenția într-o analiză a ecranizărilor românești ale operei lui András Sütő că „regizorul-coscenarist Gheorghe Naghi folosește mai mult sau mai puțin abil puterea dramaturgică a scenelor de vis sau de contemplare, creând prin intermediul lor o atmosferă de baladă, chiar dacă dirijarea interpretărilor și a acțiunii nu este întotdeauna coerentă” și concluziona că „în afară de patetismul demagogic general al filmului și de această «disonanță cognitivă lingvistică» (care s-a rezolvat poate abia în acest an în R.M.N.-ul lui Mungiu), filmul funcționează chiar și astăzi ca o construcție de imagini în mișcare și, din punct de vedere al limbajului cinematografic, pare a fi cel mai bine elaborat dintre adaptările românești ale lui Sütő, în principal datorită imaginilor vizuale create de operatorul Nicu Stan”.